# Catena Tremezzo-Generoso-Gordona
La Catena Tremezzo-Generoso-Gordona è un massiccio montuoso delle Prealpi Luganesi. Si trova in Svizzera (Canton Ticino) ed in Italia (Provincia di Como). Prende il nome dal Monte di Tremezzo, dal Monte Generoso e dal Sasso Gordona, montagne più significative del gruppo.

## Geografia
Ruotando in senso orario i limiti geografici sono: Piani di Grandola, Lago di Como, Colline del Mendrisiotto, Lago di Lugano, Piani di Grandola.

## Classificazione
La SOIUSA individua la Catena Tremezzo-Generoso-Gordona come un supergruppo alpino e vi attribuisce la seguente classificazione:
- Grande parte = Alpi Occidentali
- Grande settore = Alpi Nord-occidentali
- Sezione = Prealpi Luganesi
- Sottosezione = Prealpi Comasche
- Supergruppo = Catena Tremezzo-Generoso-Gordona
- Codice = I/B-11.I-B

## Suddivisione
Il gruppo montuoso è suddiviso in tre gruppi e due sottogruppi:
- Gruppo del Tremezzo (4)
- Gruppo del Generoso (5)
  - Massiccio del Generoso (5.a)
  - Sottogruppo della Sighignola (5.b)
- Gruppo Gordona-Bisbino (6)

## Monti

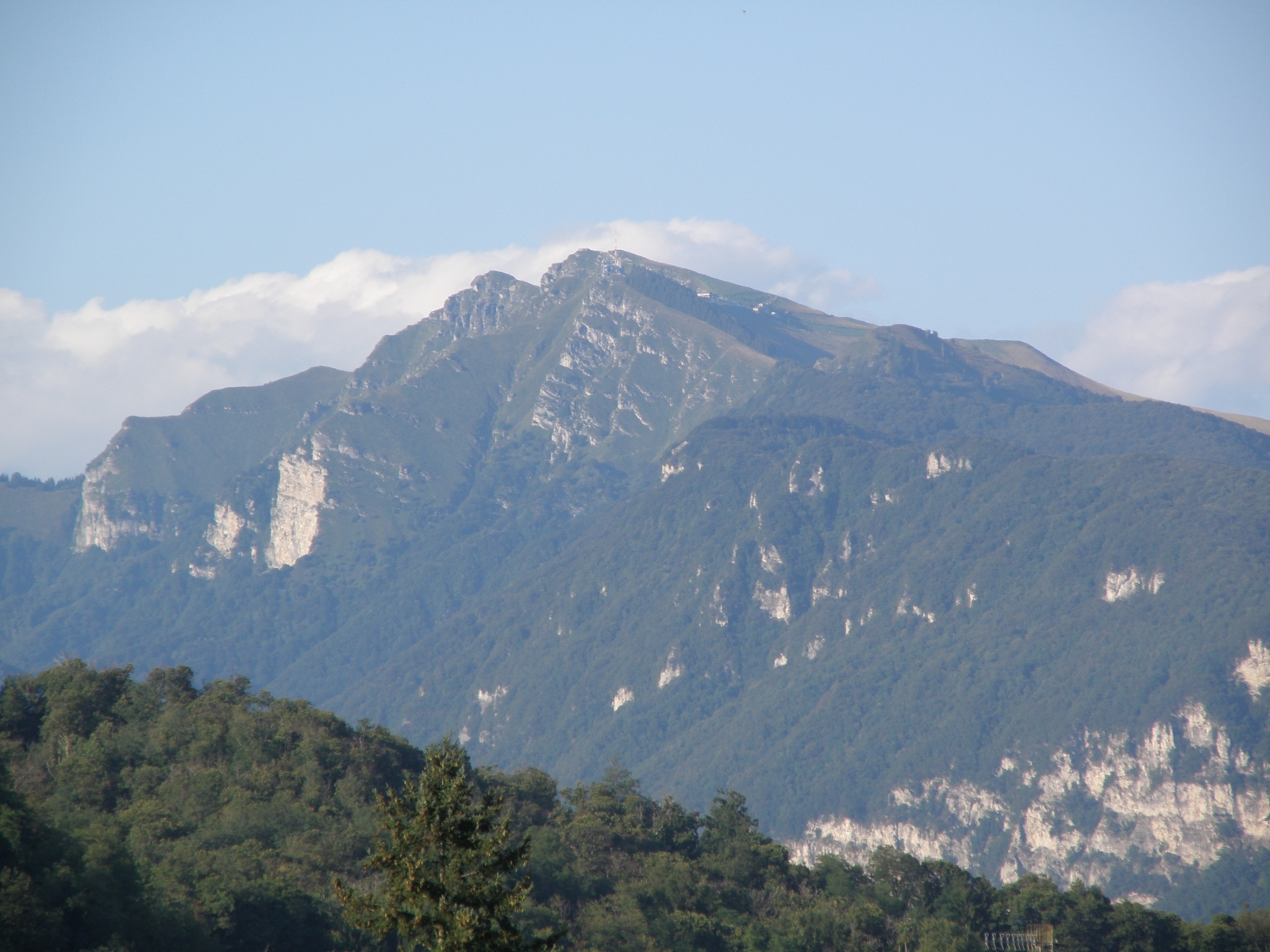
Il Monte Generoso.

- Monte Generoso - 1.701 m
- Monte di Tremezzo - 1.700 m
- Monte Galbiga - 1.698 m
- Pizzo della Croce - 1.491 m
- Sasso Gordona - 1.410 m
- Monte Colmegnone - 1.383 m
- Monte Bisbino - 1.325 m
- Sighignola - 1.320 m
- Sasso San Martino - 818 m
- Monte Sasso - 618 m
- Colle di San Maffeo - 505 m